# Michelob Ultra Arena
El Michelob Ultra Arena (anteriormente conocido como Mandalay Bay Events Center) es un recinto deportivo ubicado en Paradise, Nevada, Estados Unidos. Se ubica dentro del complejo de Mandalay Bay Resort and Casino en la zona del Las Vegas Strip. Alberga los partidos que disputan como locales Las Vegas Aces de la Women's National Basketball Association (WNBA) y cuenta con capacidad para 12.000 espectadores o más de 14.000 para los escenarios de 360 grados. 
Ha albergado veladas de boxeo y artes marciales mixtas, al igual que el All-Star Game de la WNBA de 2019 y 2021. Allí se realizaron conciertos con artistas de la talla de Yanni, Britney Spears, Maluma, Beyonce, Rihanna, Green Day, Black Eyed Peas, Christina Aguilera, Destiny's Child, Janet Jackson, Justin Timberlake, Jonas Brothers, Kiss, Ricardo Arjona, Spice Girls, Ariana Grande, Selena Gomez y Shakira. También se hizo allí la entrega anual de los Latin Grammy Awards de 2007, 2009 y 2011 y albergó el certamen Miss Universo 2010.